# 黄鍾律
黄 鍾律（ファン・ジョンニュル / ジョンユル、朝鮮語: 황종율 / 황종률、1909年 - 1972年1月21日）は、満洲国および大韓民国の官僚、政治家。第8代国会議員。カトリック教徒。

## 生涯
1909年に漢城府で誕生。日本の内地に留学し、中央大学予科を経て、1935年九州帝国大学法文学部法科を卒業。満州国大同学院を経て、同国の官吏となった。満洲国経済部金融司において金融事務官を務め、経済分野に注力した。
第二次世界大戦終戦で満州国が消滅すると、朝鮮半島の軍政庁地域に戻った。1945年から延禧専門学校（現延世大学校）教授をしばらく務めた後、在日本公館長（1947年）、外資購買処長（1952年）、外資管理局長（1952年）、東国大学校法政大学教授（1959年）、忠清北道知事（1960年-1961年）を歴任。
第三共和国では5・16軍事クーデター当時の国家再建最高会議財経委員会諮問委員（1961年）、財務部長官（1963年）、経済科学審議会常任委員（1966年）、経済担当無任所長官（1966年〜1967年）、逓信部長官（1967年〜1968年）、財務部長官（1968年〜1969年）を歴任。1971年に民主共和党から全国区で国会議員に当選し、民主共和党政策委員会副議長を務めたが、国会議員在職中の1972年1月21日、文化公報部長官の尹冑栄の母親の遺体安置所に行く途中、脳溢血により死去。享年62。